# Kreševo

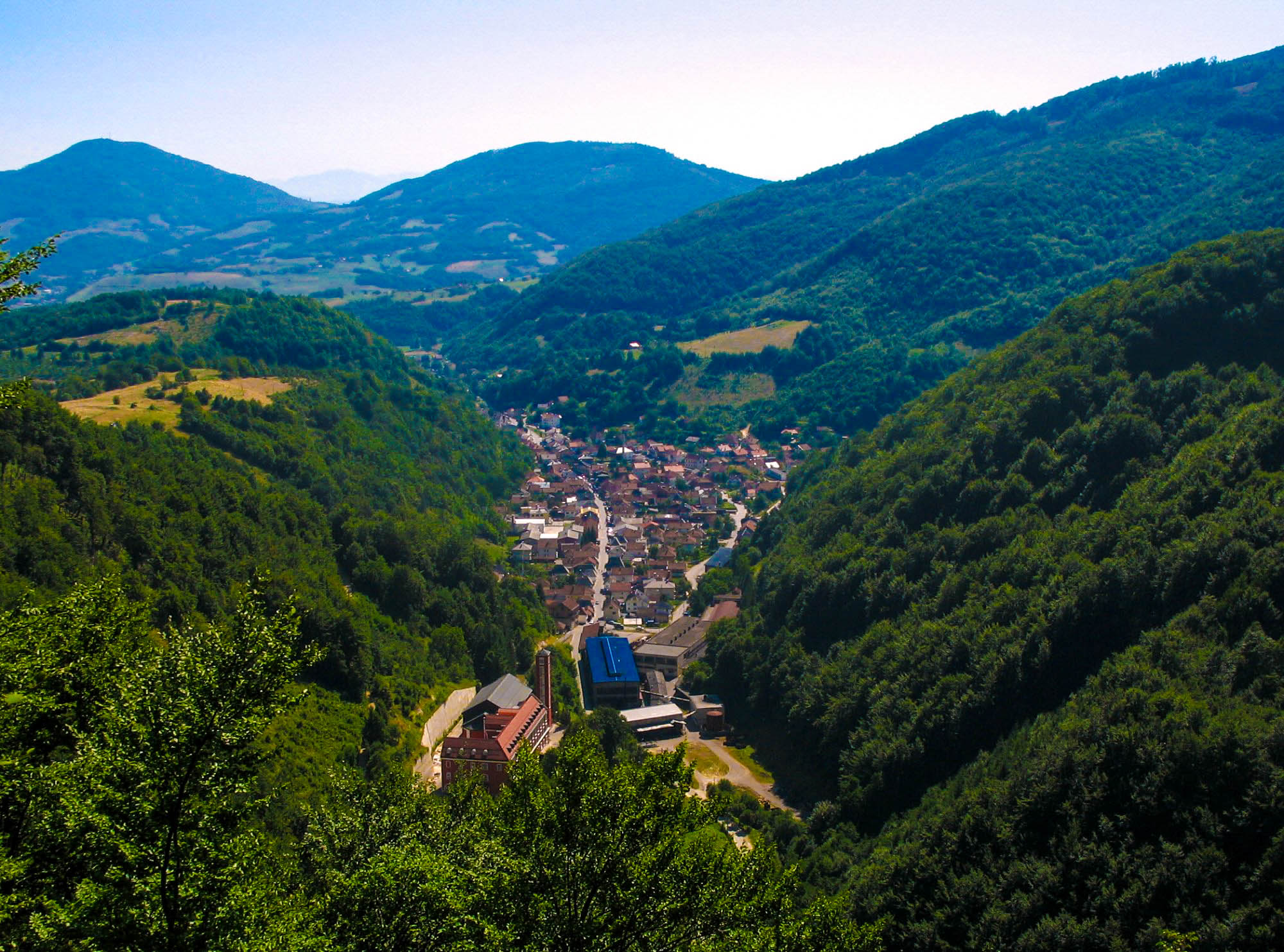
Celkový pohled na Kreševo

Kreševo je město a opčina ve Středobosenském kantonu Federace Bosny a Hercegoviny.
Opčina má přes 6 700 obyvatel, město samotné jen 1 300. Město se rozkládá 30 km západně od Sarajeva, na říčce Kreševica v nadmořské výšce 680 m, na úpatí pohoří Volujak.

## Historie
První osídlení na místě dnešního města bylo ilyrského původu. Již v době Ilyrů a později i Římanů byla zdejší lokalita využívána k hornictví (ložiska železa, olova, stříbra, zlata a rtuti). Kreševo se ve středověku stalo královským městem. Písemně se připomíná poprvé k roku 1432, již ve 14. století zde sídlili františkáni, v 15. století zde sídlil královský dvůr středověkého bosenského státu. Největší prosperity dosáhlo kreševské hornictví v době osmanské nadvlády - především v 18. století, v souvislosti s výrobou zbraní a koňské výstroje.